# Molino flotante

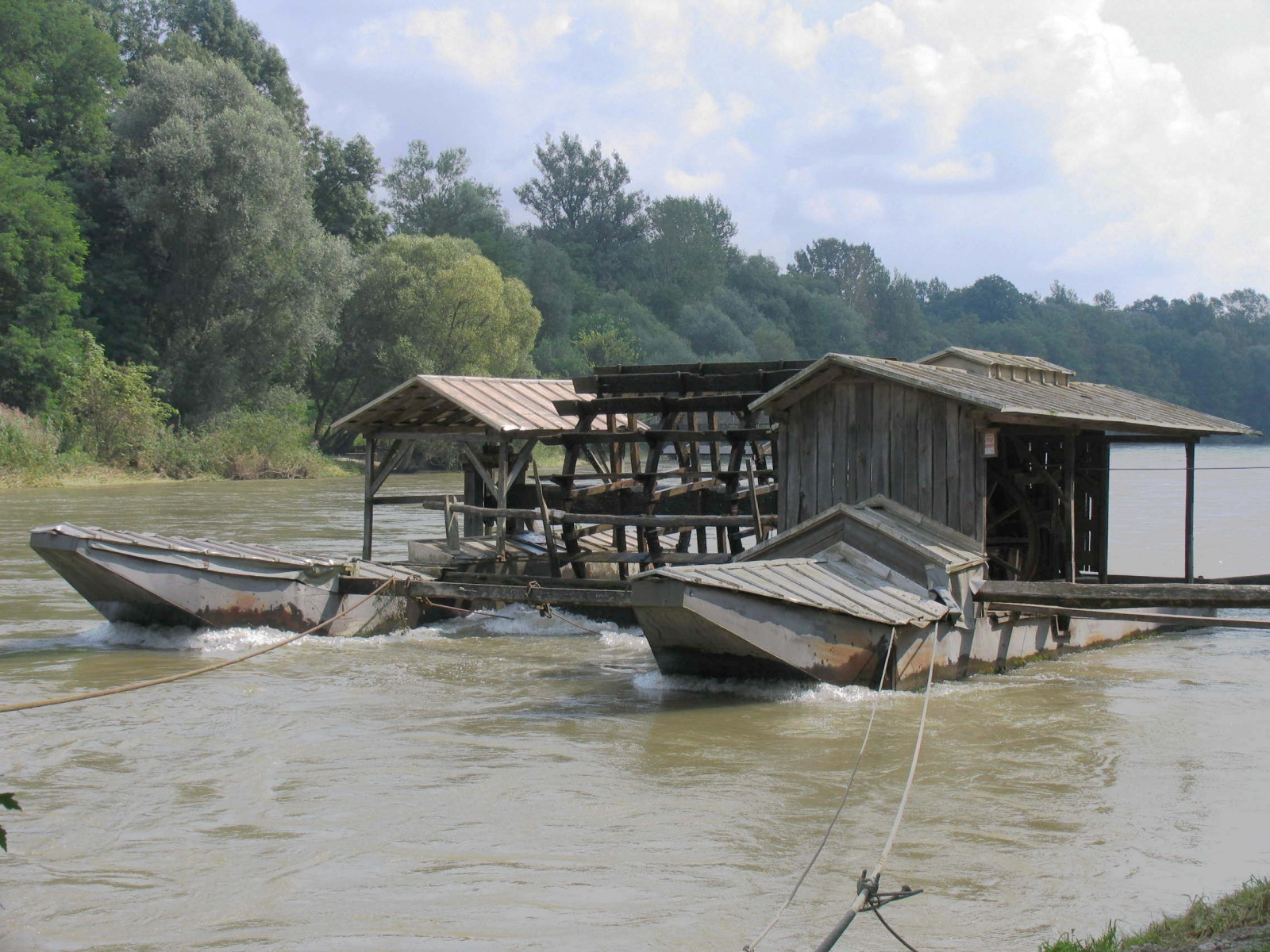
Molino flotante en el río Mura de Eslovenia.

Molino flotante, barco molino, ‘bote molino’ o ‘molino de nave’ es un tipo de molino hidráulico compuesto por una rueda hidráulica instalada al costado de una o dos barcazas y que gira con la fuerza de la corriente.
Su origen se remonta a la Italia de mediados del siglo vi. Descritos en la Encyclopédie Diderot (1751), comenzaron a desaparecer al final del siglo xix, aunque algunos sobrevivieron hasta bien entrado el xx. Conviene aclarar que el llamado molino flotante eólico, fruto del desarrollo de la tecnología de los aerogeneradores, es un ingenio que esencialmente nada tiene que ver con el molino, puesto que no está destinado a la molienda, sino a la acumulación de energía transformable.

## Descripción y tipología
El molino flotante, a pesar de su apariencia de rústico vapor de ruedas debido a la presencia de la rueda hidráulica que lleva incorporada, es en realidad una plataforma varada en la corriente del río, fuerza que hace girar las paletas de la rueda (o ruedas) para activar las muelas de un molino, o una sierra en el caso de una serrería. Durante su actividad permanecen anclados al fondo del río o amarrados a la orilla por medio de cadenas, o sujetos a los pilares de un puente, como en el artístico ejemplo impresionista del «Pont aux Meuniers» en París.
Ingenio aventajado por su capacidad de movilidad en busca de las mejores corrientes, tiene sin embargo las desventajas de la dificultades de acceso a su cubierta y de su bajo rendimiento energético, menor que el de los ingenios hidráulicos fijos. También, en ocasiones la navegación resultaba peligrosa y llegaba a provocar accidentes, o peleas y litigios cuando otro barco golpeaba contra la cadena sumergida que anclaba el molino flotante. 
Entre los modelos más corrientes están:
- El de una rueda al costado de la embarcación; a veces asistido por un «foraine» o «foirine», pequeño barco-flotador situado más allá de la rueda para evitar que pivote el barco.
- El molino flotante de dos ruedas, una a cada lado de la embarcación o plataforma flotante.
- Molino-barco de doble casco, similar al catamarán, con la rueda entre los dos cascos.
- En el tomo III de Los veintiún libros de los ingenios y máquinas obra atribuida a Juanelo Turriano se habla de «molinos flotantes de una barca, de dos y de tres barcas».[9]

## En la historia

### En los tratados humanistas

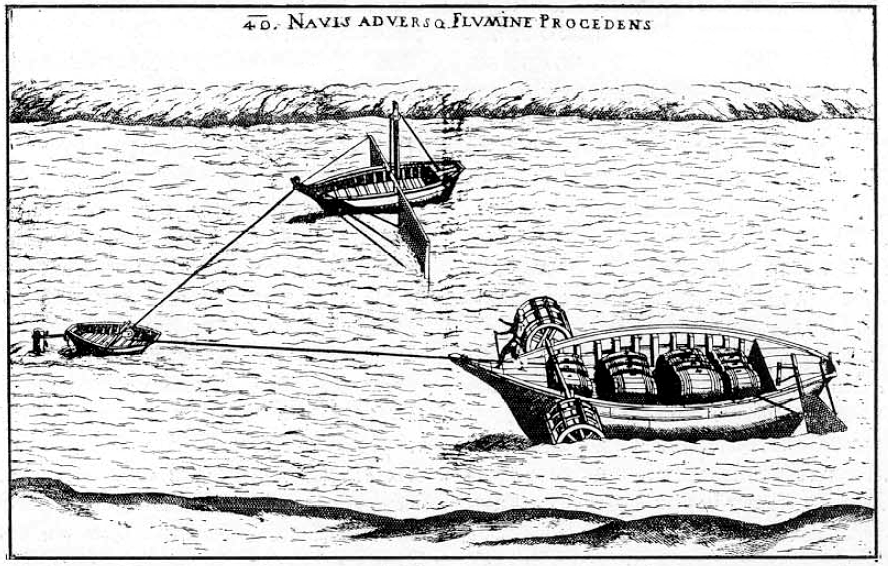
Molinos flotantes diseñados por el humanista veneciano Fausto Verancio hacia 1595.

De entre los varios estudiosos que los describieron, puede mencionarse a Fausto Verancio (1551-1617), que los dibuja en su «Machinae novae».

### Los molinos de Belisario
Robert Graves, en su novela histórica El Conde Belisario, describe el ingenio del general bizantino Belisario durante el asedio de Roma por losGodos en el año 537. Explica Graves que, habiendo sido cortada por los bárbaros el agua de los catorce acueductos que abastecían la ciudad, quedaron parados los molinos públicos de la colina Janículo, impulsados antes del asedio por el acueducto de Trajano. En principio se recurrió a los esclavos para mover los ingenios molineros, hasta que Belisario instaló bajo el puente Aureliano «dos sogas gruesas sobre el río, las tensó con un cabestrante y las usó para sostener dos barcazas contra la corriente y a solo dos pies de distancia entre sí. Puso un molino en cada barcaza, conectados con una rueda de molino suspendida entre ambas barcazas, que giraba a bastante velocidad con el caudal del agua que pasaba bajo el arco del puente.» Concluye su descripción Graves diciendo que cuando Belisario comprobó la funcionalidad del ingenio, ordenó colocar sogas más fuertes con las que instaló a lo largo de la corriente río abajo hasta cuarenta barcazas más, todas con ruedas acopladas. El inventó funcionó hasta que los sitiadores bárbaros, avisados por los desertores del recurso del general bizantino, enviaron por el río una “maderada” de troncos que produjeron destrozos en algunas ruedas. Belisario, entonces, distribuyó un entramado de cadenas, de un lado a otro del puente, que consiguieron detener los troncos, que luego fueron usados como combustible en los hornos públicos.

### En la historia de la pintura
Algunos estudios sobre iconografía de la tecnología en la pintura antigua descubren la plausible existencia de modelos de molinos flotantes en cuadros de algunos maestros flamencos, como las escenas de pesca del Maestro de la Pequeña Pasión, o los tres posibles molinos flotantes de la  Madonna del Canciller Rolin pintado en 1435 por Jan van Eyck.

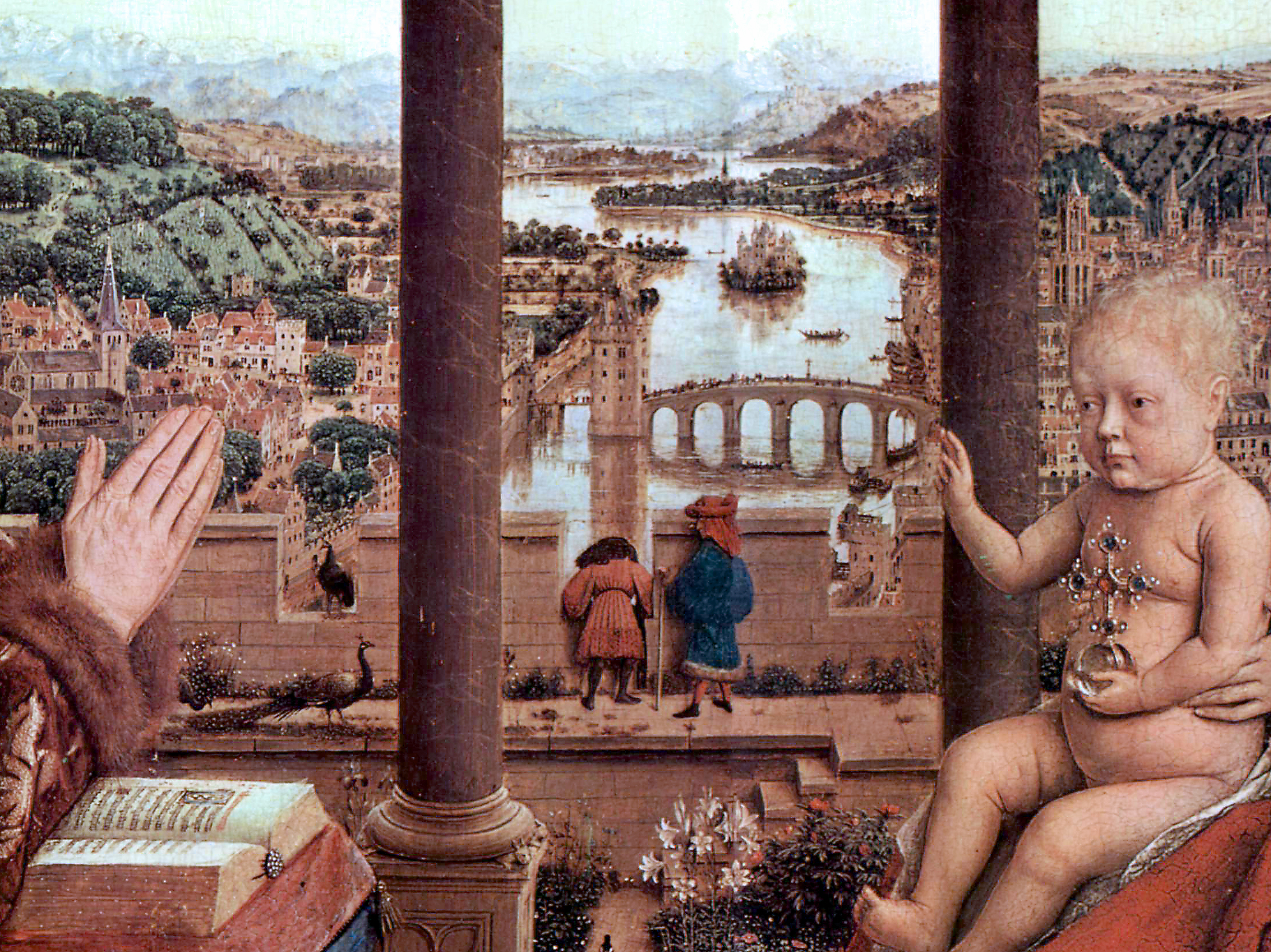
Supuestos molinos flotantes en el paisaje fluvial que centra el óleo flamenco conocido como Madonna del Canciller Rolin, obra de Jan van Eyck en 1435.
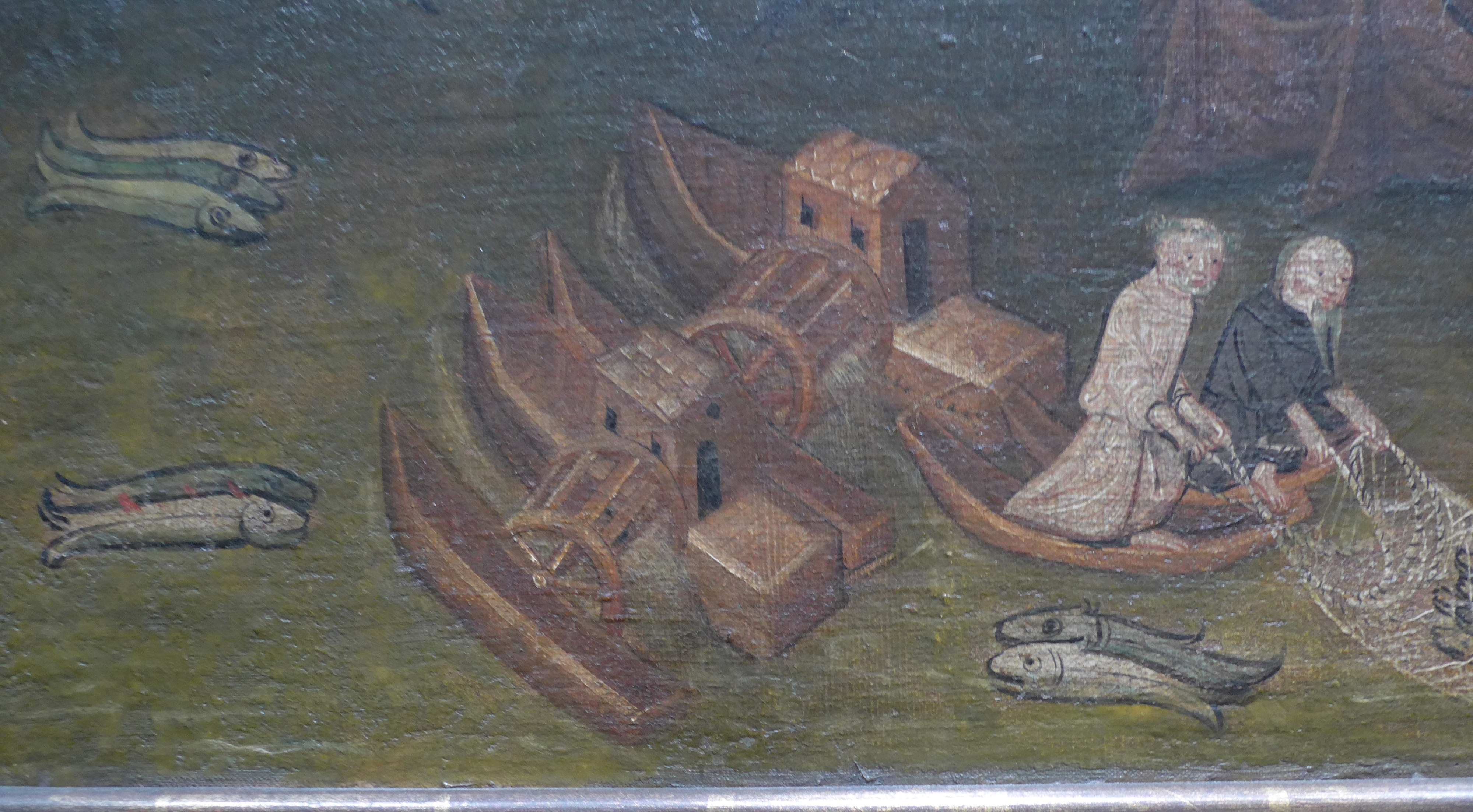
Molinos flotantes del Rin en una escena de pesca. Detalle en el Martirio de Santa Úrsula, pintado hacia 1411 por el Maestro de la Pequeña Pasión, conservado en el Museo Wallraf-Richartz de Colonia.
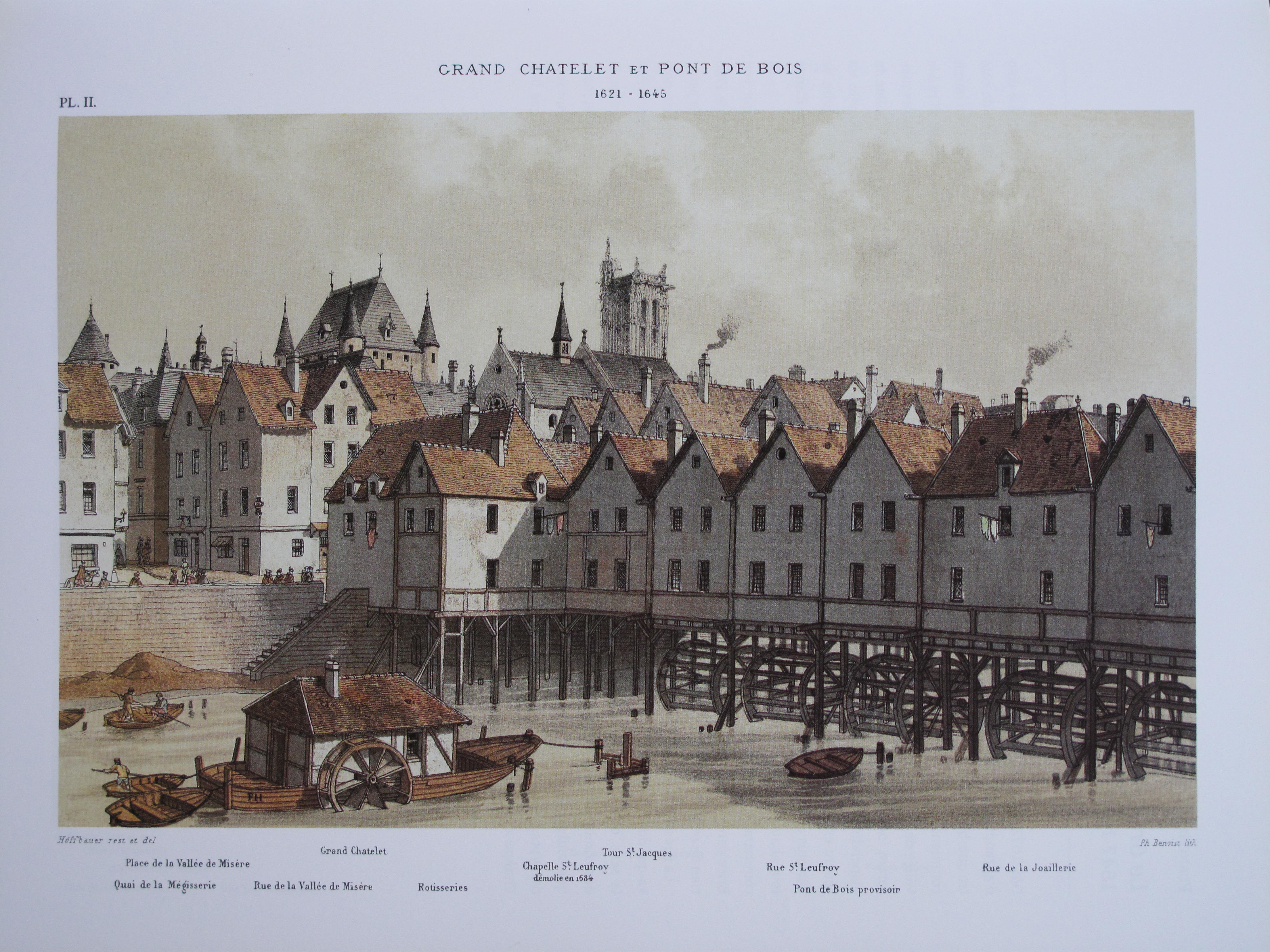
«Pont aux Meuniers», sobre el río Sena en un grabado de 1885. Abajo, a la izquierda, un molino flotante de finales del siglo xvi.

## Ríos europeos molineros
Ha quedado bien documentada la presencia de molinos flotantes en la mayoría de los principales ríos europeos, de entre todos ellos pueden destacarse:
- En la península ibérica, los ríos Ebro y Segura, citados por Al-Idrisi hacia el año 1161, cuando habla de los molinos flotantes de Tudela, Zaragoza y Murcia.[13] También se documentan en los cursos de los ríos Llobregat y Cinca;
- En Europa Central: el Rin, en el tramo entre Estrasburgo y Maguncia entre los siglos xi y xii; en 1863, en Maguncia había 17 “molinos de barca” anclados aguas abajo cerca del puente sobre el Rin;[14] el Río Danubio, mencionado en 1493 en la Baja Austria (Regensburg, entre Viena y Kaisermühlen; los ríos Weser y Mindel (mencionado en 1326);[15] y el río Mura a su paso por Austria, Eslovenia, Hungría y Croacia.
- Ríos Elba (hasta 1911) y Kura, en la georgiana Tiflis, documentado desde principios del siglo x hasta el 1920-1930;
- En Italia, en el río Tíber, en la ciudad de Roma, y en el curso del río Po;[16][17]
- En Francia, documentados hasta la segunda mitad del siglo diecinueve, en los ríos Sena (bajo los puentes de París), Marne, Garona,[18] Ródano y Loira (curso en el que eran conocidos como «moulin à bac», uno de los dos elementos flotantes que enmarca la rueda hidráulica). También son mencionados, en 1785, catorce molinos flotantes en Orleans.[19]